# Hans Olufsson
Hans Olufsson, troligen född runt 1495–1500, död 18 september 1570 i Oslo, var en norsk präst och adelsman under 1500-talet. Han var kanik vid Mariakyrkan i Oslo, som var säte för riksstyret i Norge under senmedeltiden. I kraft av sin höga kyrkliga ställning hade han riddares rang, den högsta adelsrangen i dåtidens Norge. Som kanik vid Mariakyrkan tillhörde han det kungliga kapellprästerskapet(no).

## Biografi
Han nämns första gången 1542 och var då kanik och medlem av domkapitlet vid Mariakyrkan, det kungliga kapellet i Oslo, som i praktiken var säte för riksstyret i Norge under senmedeltiden. Även om Mariakyrkan hade status som kapell var den en av Norges största kyrkor; den stod utanför Oslobiskopens jurisdiktion och var direkt underlagd kungen.
Under Hans Olufssons livstid var Mariakyrkan främst en rättslig och politisk-administrativ institution, och det högsta organet i det norska rättsväsendet. Mariakyrkans prästerskap leddes av prost, med sex kaniker som medlemmar av det kollegiala styrelseorganet, domkapitlet, följt av 6 vikarier och andra underordnade präster. Mariakyrkans prost var också, ex officio, Norges rikes kansler, med en av kanikerna som vicekansler.
Det är inte känt om Hans Olufsson fungerade som vicekansler i Norge. Under alla omständigheter var han i kraft av sin ställning som kanik en av kanslerens närmaste medarbetare med en central roll i rättsväsendet i Norge. Hans Olufsson tjänstgjorde under prost och kansler Morten Krabbe, som dog 1542; detta var en tid med stora förändringar, och under de åren Krabbe var prost och kansler genomfördes reformationen, det norska riksrådet avskaffades och Norge blev ett lydrike under den danska tronen, och Krabbe har därför kallats den sista kansleren i det självständiga Norge.
Efter Krabbes död besattes inte prostämbetet på nytt, och domkapitlet vid Mariakyrkan upplöstes som en egen institution 1545 när det slogs samman med Oslos domkapitel; själva kyrkobyggnaden revs redan 1542 efter att ha varit mycket förfallen i flera år efter att den brändes ned av svenskarna under anfallet på Oslo 1523. Ämbetet som Norges rikes kansler besattes permanent igen först 1547, då Peder Huitfeldt utnämndes till ämbetet. Uppgifterna som hade legat hos prost och kansler sköttes kanske periodvis kollegialt av Hans Olufsson och de andra kanikerna under de sista åren av Mariakyrkans existens.
Hans Olufsson fick Deleviks prebende som förläning, ett jordgods på 36 hudar skuld som bestod av totalt 43 gårdar och gårdar på det centrala Östlandet, som var knutet till Maria altare sub lectorio och som hade sitt namn från gården Dillevik i Trøgstad. Efter hans död övertogs prebendet av den dåvarande rektorn vid Domskolan, den senare Oslobiskopen Jens Nilssøn. Enligt Håkon V Magnussons stora privilegiebrev till Mariakyrkan hade prästerna med prebenden där (dvs. kanikerna) riddares rang, den högsta adelsrangen i dåtidens Norge och vanligtvis förbehållen personer med en rikspolitisk roll.
Efter att domkapitlet vid Mariakyrkan upplöstes 1545 tjänstgjorde herr Hans som präst vid Domkyrkan (Hallvardskatedralen), men behöll sitt prebende kopplat till Mariakyrkans gods och fortsatte att bo i Oslo. Hans Olufsson dog natten till den 18 september 1570 och begravdes i Domkyrkan den 19 september. Det finns bevarade några dokument från Hans Olufsson, men underskrifterna och sigillen saknas.
Hans Olufssons bakgrund är okänd, men de flesta kaniker vid hans tid rekryterades från lägre adeln, och han hade högst sannolikt universitetsstudier utomlands bakom sig, något som i regel endast var möjligt med en välbärgad familjebakgrund. Med tanke på att han 1542 hade en så pass hög ställning som kanik vid Mariakyrkan – generellt var kanik en högre ställning än kyrkoherde i det kyrkliga hierarkin, och Mariakyrkan var en särskilt viktig institution – kan det "säkert antas att han var katolsk präst före reformationen 1536", skriver S. H. Finne-Grønn.
Som känt från rättsdokument från 1602 var Hans Olufsson far till borgaren i Oslo, Povel Hansson (troligen född ca. 1545–50). Povel Hansson uttalade i samband med en rättstvist då att "hans far, herr Hans Olufsson, var kanik vid Maria kyrka [och] hade Ryen med flera gårdar i Aker" och att "han hade Ryen i förvar som en jordägare". Enligt S. H. Finne-Grønn var Povel Hansson med all sannolikhet far till de två prästbröderna från Oslo, Hans Povelsson (1587–1648) och Peder Povelsson Paus (1590–1653), stamfäder till släkten Paus.